# マザー・ブラウン
マザー・ブラウン（Mather Brown、1761年10月11日(洗礼日) - 1831年5月25日）はボストン生まれの肖像画家、歴史画家である。 20歳の1781年にイギリスに渡った後は、イギリスで活動した。

## 略歴
ボストンで生まれた。母方の先祖にプリマス植民地生まれの有力な聖職者、インクリース・マザー（Increase Mather）がいた。12歳ころから、アメリカ生まれの最初期の画家、ギルバート・ステュアートの弟子になった。アメリカ独立戦争などの混乱もあって、アメリカで画家として生活するのは難しくなったことなどから1781年にロンドンに渡り、アメリカ出身でイギリスで画家として成功していたベンジャミン・ウエストの工房に入った。1882年から、ロイヤル・アカデミー・オブ・アーツの美術学校で学び始め、翌年から展覧会に出展を始めた。
1784年にロンドンの聖メアリー・ル・ストランド教会のために2点の宗教画を描き、アカデミーで知り合った画家、版画家のダニエル・オーム(Daniel Orme)と共同で、作品の展示や、版画の販売をするようになった。イギリスの歴史やシェークスピアの劇の場面を描いて商売としては成功したが、ブラウンは徐々に肖像画家としての仕事に重点を置くようになった。
アメリカ独立後の各国との交渉のためにヨーロッパに派遣されていたジョン・アダムズとその家族の肖像画を1784年から1785年に描き、1786年にはロンドンを訪れた、政治家のトーマス・ジェファーソンの肖像画を描いた。同じ年にアメリカ合衆国連邦議会議事堂などの設計した建築家のチャールズ・ブルフィンチの肖像画も描いた。1798年にアメリカ芸術科学アカデミーの外国人会員に選ばれた。
1788年にイギリスの王族ヨーク・オールバニ公の軍服姿の肖像画を描くなど、イギリス王族の肖像画も何点か描いた。1890年代になって、顧客の数が減り、ロイヤル・アカデミー・オブ・アーツの会員にも選ばれなかったので、1808年にロンドンからバースやブリストル、リヴァプールに移り、マンチェスターに住み、1824年までロンドンに戻らなかった。
晩年になっても時代遅れになっていた、師のベンジャミン・ウエストのスタイルを守り続けた。仕事が亡くなり貧困のうちにロンドンで死去した。

## 作品

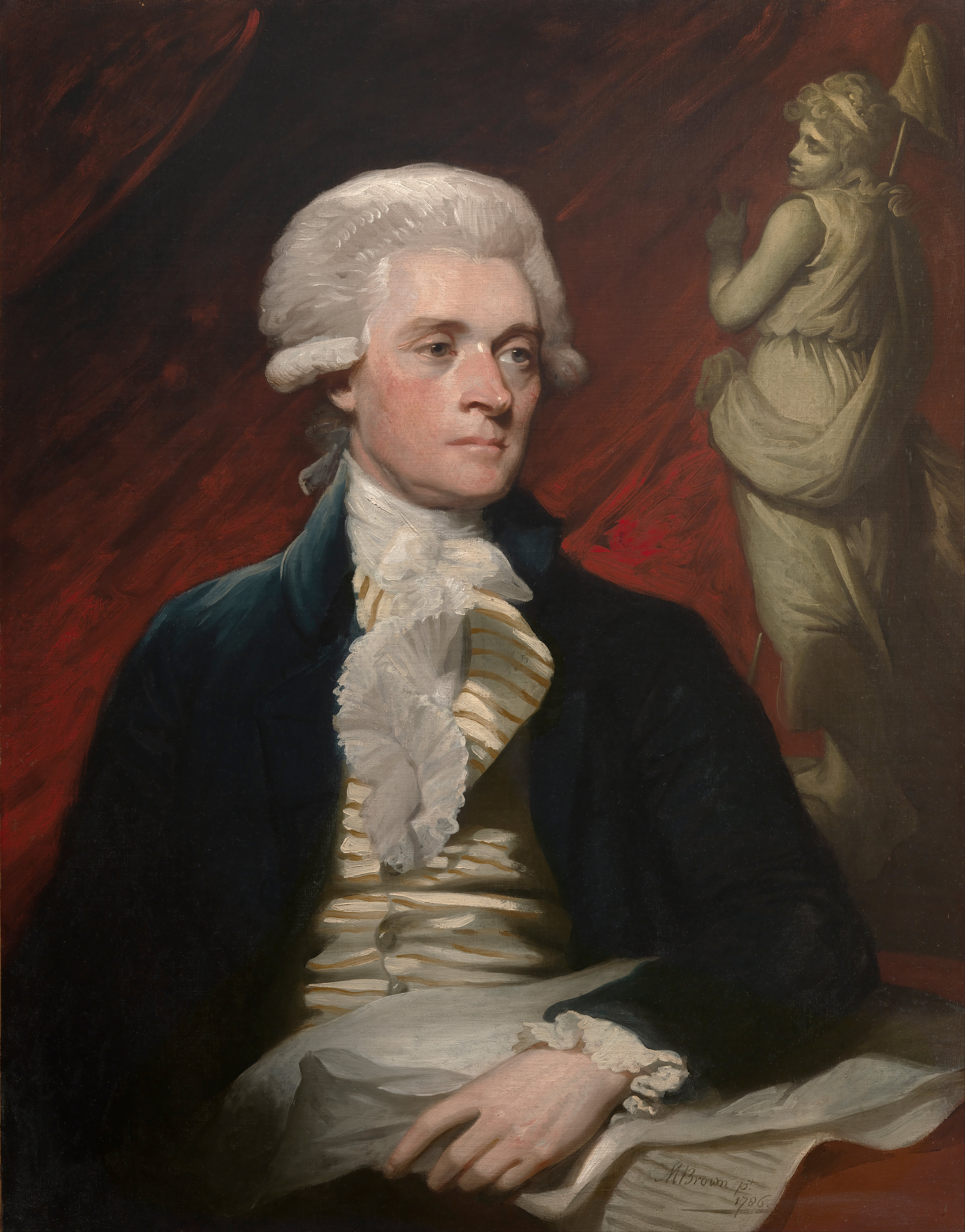
トーマス・ジェファーソン (1786)
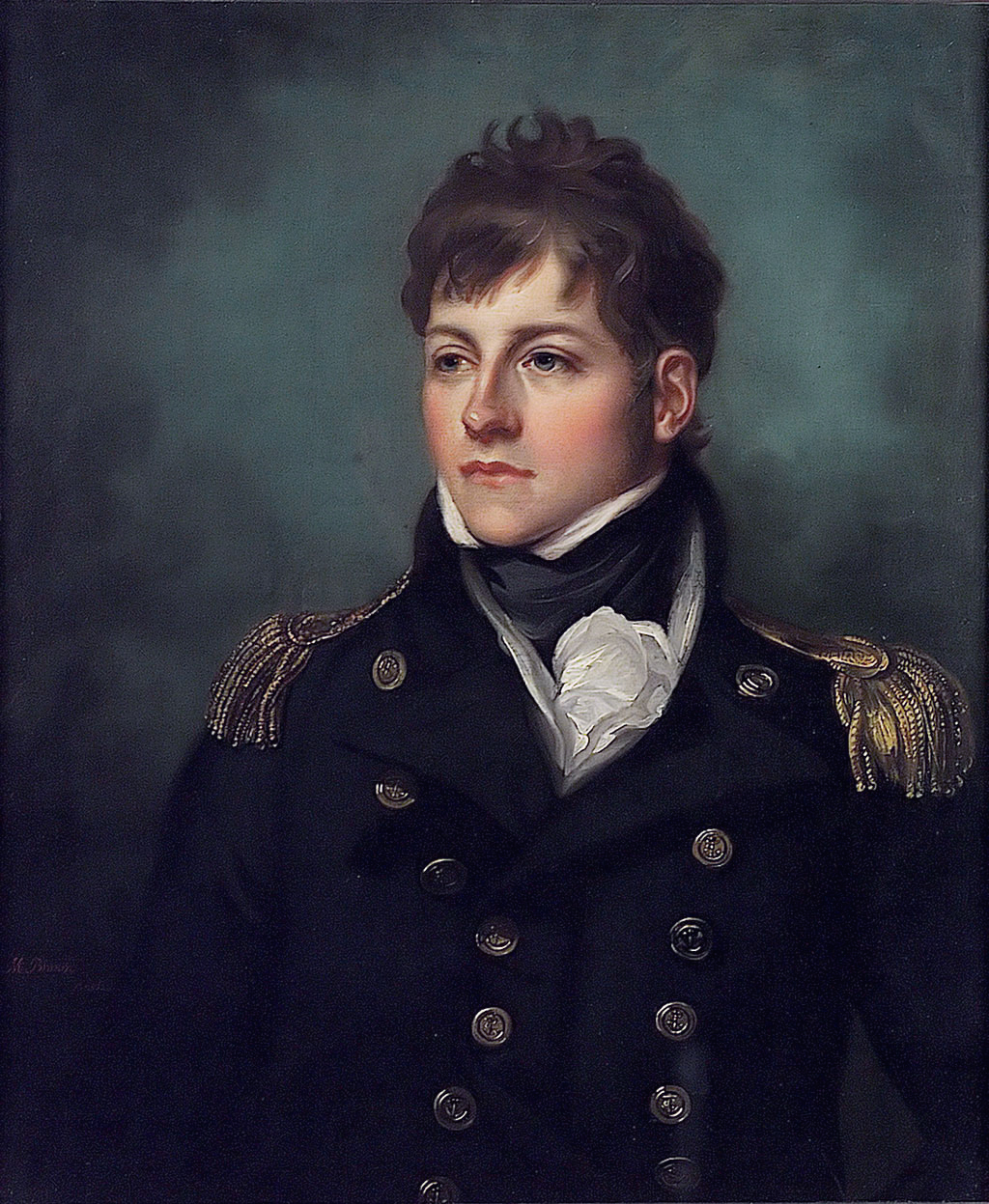
George Miller Bligh-イギリス海軍軍人(1816)
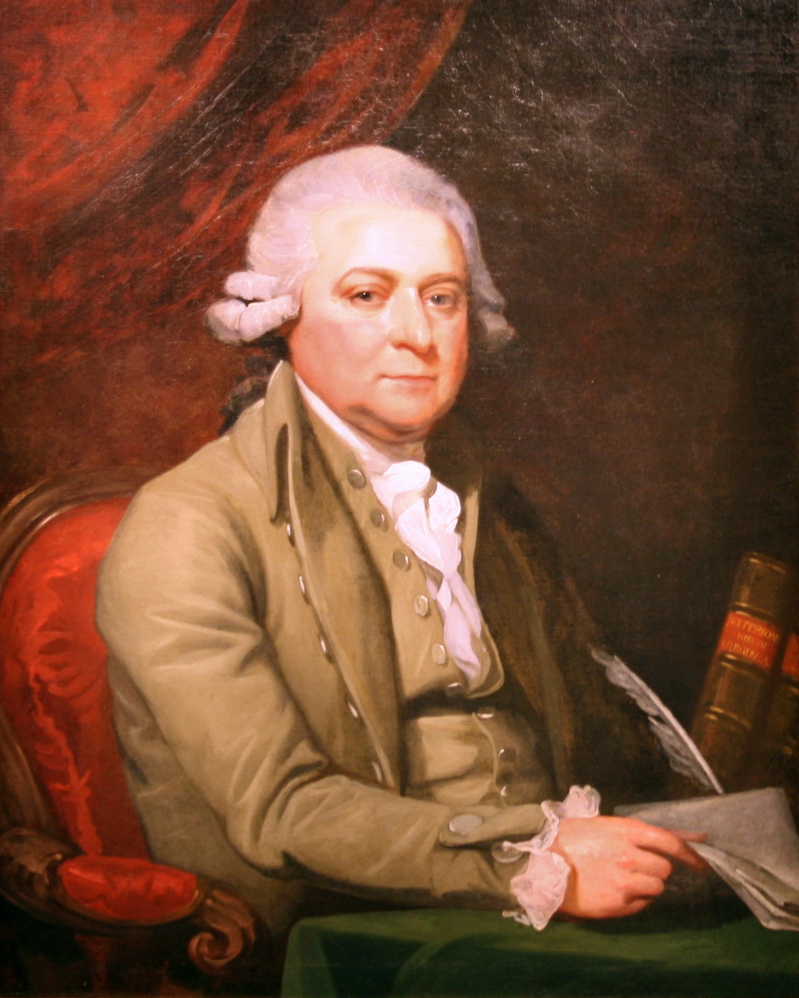
ジョン・アダムズ (1788)
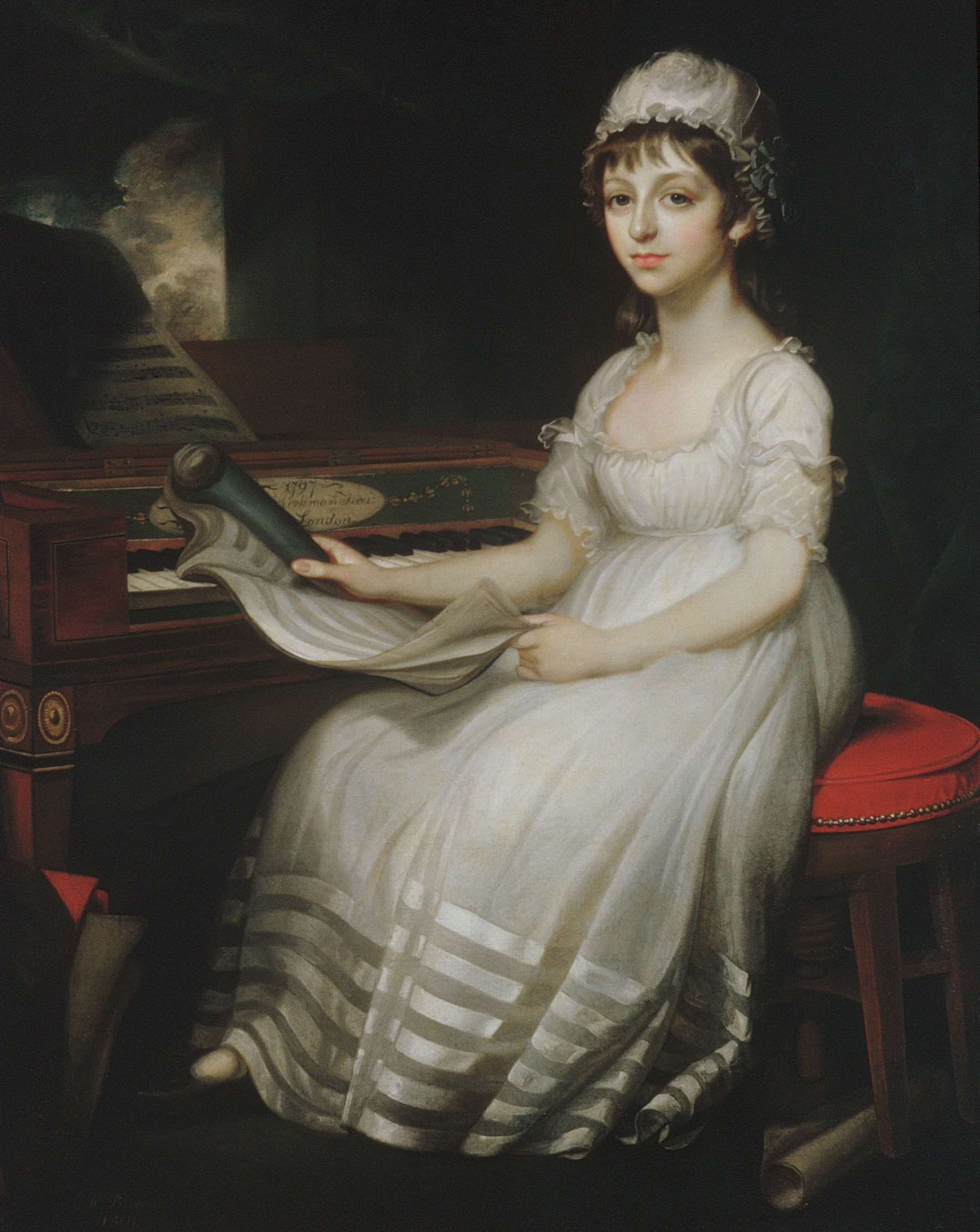
女性像(1801)

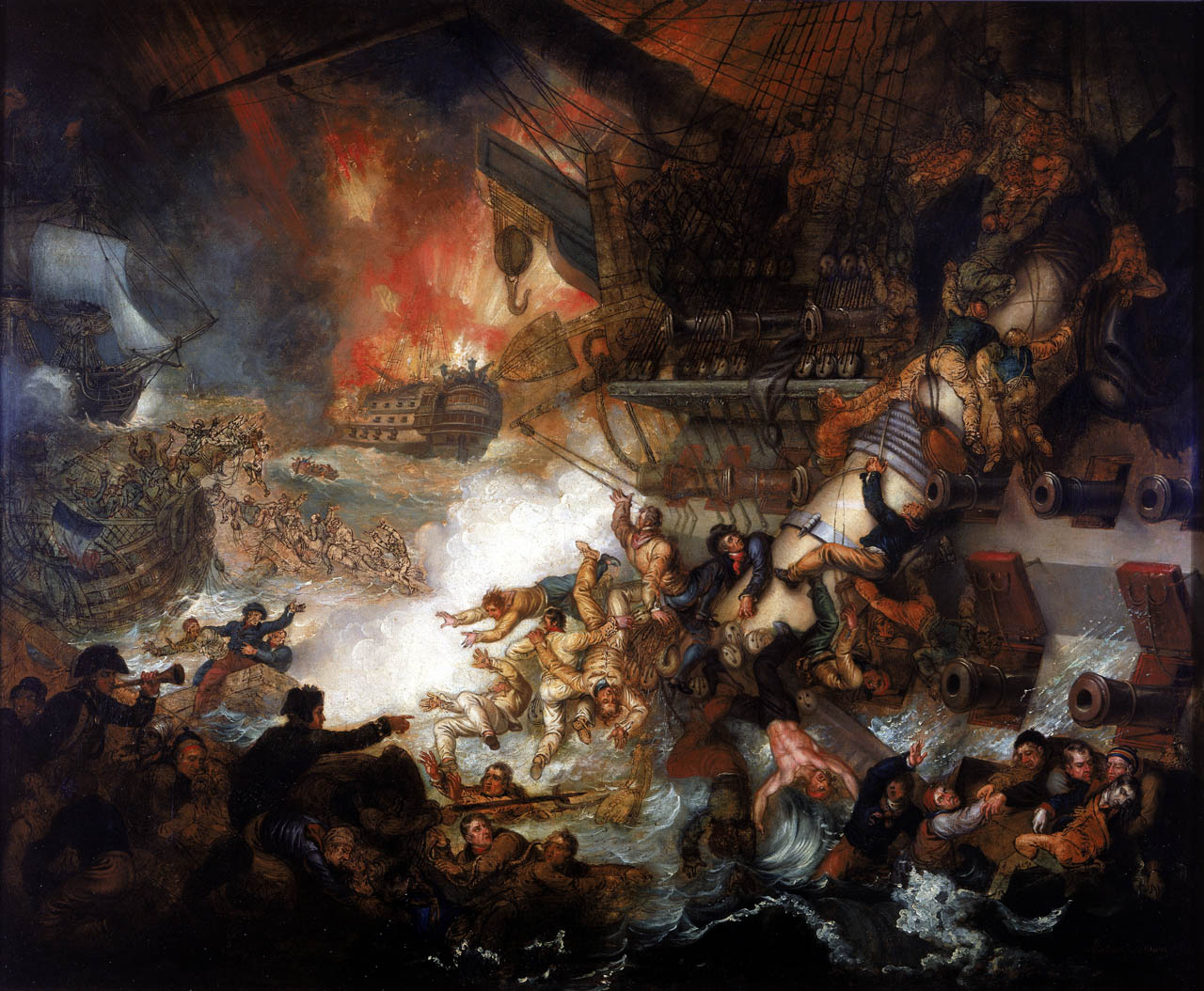
ナイルの海戦-フランス艦ロリアンの破壊(1825)
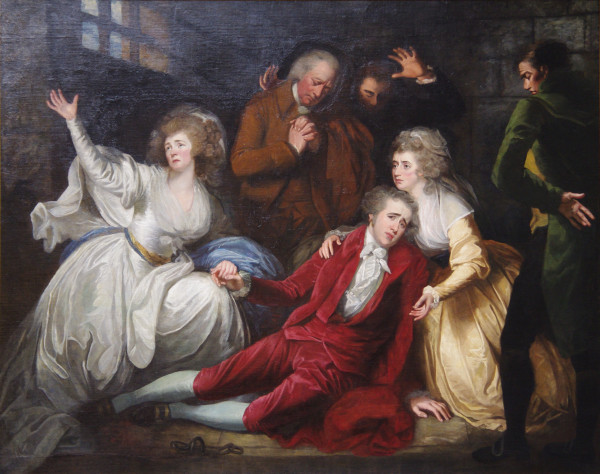
James Shirleyの劇"The Gamester"の場面
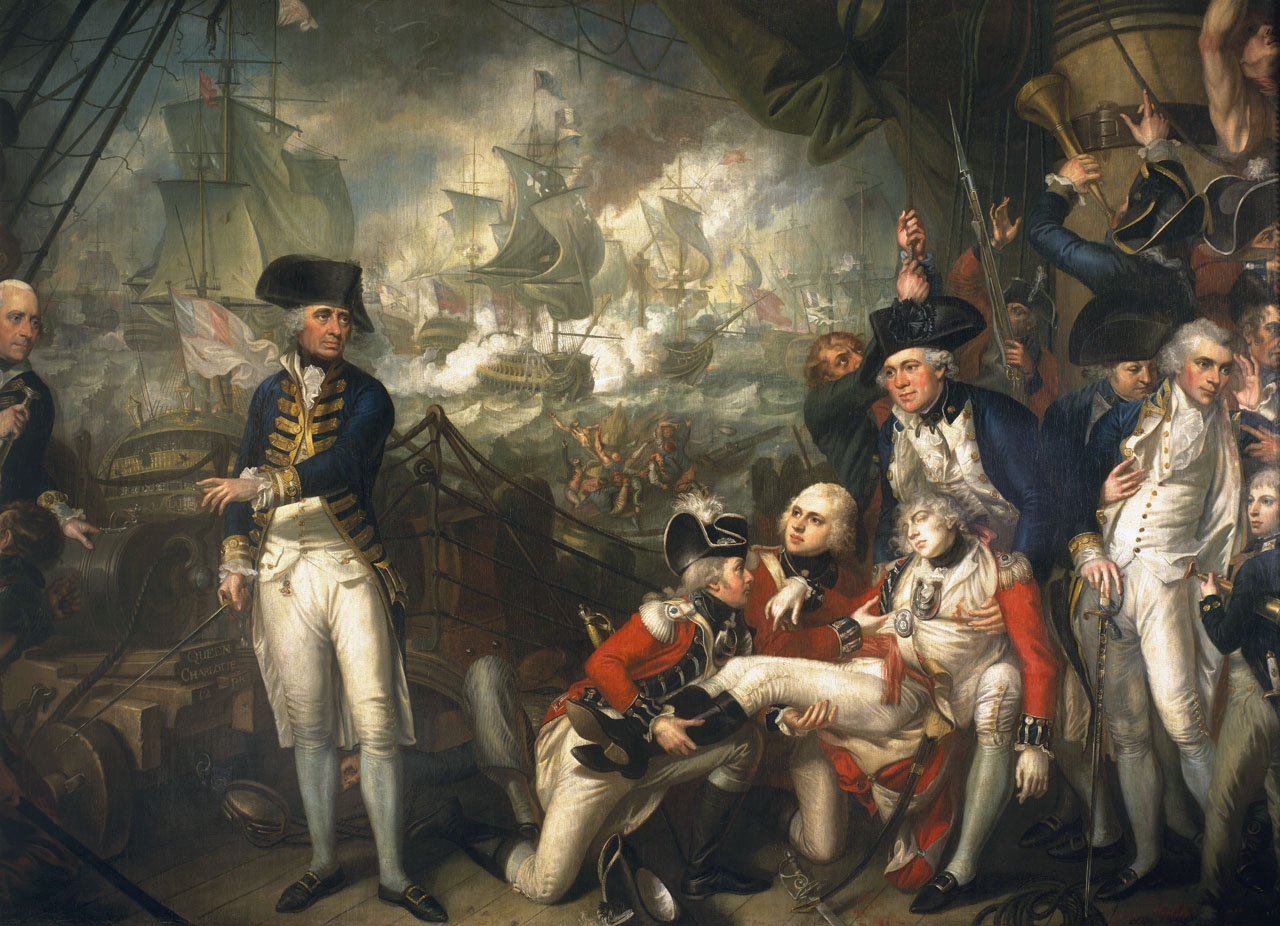
1794年6月1日の海戦のリチャード・ハウ提督